# Абатство Святої Женев'єви
Абатство Святої Женев'єви (фр. Abbaye Sainte-Geneviève) — один з головних монастирів Парижа, був зруйнований під час Великої французької революції. Розміщувався на пагорбі, що нині носить назву Сент-Женев'єв, поруч з церквою Сен-Етьєн-дю-Мон і сучасним Пантеоном (перебудована церква абатства).

## Історія
Заснування абатства приписується Хлодвігу і його дружині Клотильді.  У 508 році було побудовано церкву на горі Лукотіцій, високо на лівому березі, де був розташований форум римського міста Лютеція. Пізніше він та його дружина були поховані в 511 і 545 роках. Вважається, що сюди полюбляла приходити молитися свята Женев'єва. Після її смерті вона була похована в церкві абатства, біля гробниці Хлодвіга. Церква, яка спочатку була присвячена святим Петру і Павлу, була переосвячена святій Женев'єві, яка стала покровителькою Парижа.
До ІХ століття базиліка була перетворена на церкву абатства, а навколо неї виріс великий монастир, включаючи скрипторій для створення  та копіювання текстів. Перша згадка про існування бібліотеки Святої Женев'єви датується 831 роком і згадує про дарування трьох текстів абатству. Однак протягом століття вікинги тричі нападали на Париж. Абатство було розграбоване, а книги втрачені або вивезені. Близько 1108 року теологічна школа абатства Святої Женев'єви була об'єднана зі школою собору Паризької Богоматері та школою Королівського палацу, щоб сформувати майбутній Паризький університет. З 1108 по 1113 рік П'єр Абеляр викладав у школі абатства.
Як і абатство Сен-Віктор, Сен-Женев'єв став знаменитим місцем навчання та місцем великої середньовічної бібліотеки
У 1744 році король Людовик ХV вирішив замінити церкву абатства. За проєктом Жака-Жермена Суффло над старим склепом була побудована величезна церква. Абатство Святої Женев'єви було перейменовано на Пантеон внаслідок Французької революції. Усі релігійні фризи та статуї були знищені в 1791 році, мощі святої Женев'єви спалені, те, що можна було врятувати, було розміщено в Церкві Сент-Етьен-дю-Мон.